# Flopa Manza Minimal
Flopa Manza Minimal fue el nombre del proyecto musical temporal que reunió a los músicos argentinos Florencia Flopa Lestani (excantante y guitarrista de Barro, ex bajista de Mata Violeta), Mariano Manza Esain (productor, ex cantante de Menos Que Cero, actual cantante y guitarrista de Valle De Muñecas) y Ariel Minimal (ex guitarrista de Los Fabulosos Cadillacs, cantante y guitarrista de Pez) en el año 2002.
El trío grabó un único disco autotitulado que cosechó múltiples elogios y se separó en 2004 a raíz de una pelea entre Minimal y Esain.
El 10 de abril de 2007, en un show de Ariel Minimal como solista en la tradicional tienda Harrod's, se materializó una reunión del trío cuando Esain y Lestani, junto al mencionado Minimal, interpretaron varias canciones. En ese marco, Minimal aseguró estar intentando "convencerlos de grabar un disco nuevo". [cita requerida]

## Miembros
- Florencia Flopa Lestani: voz, guitarra, guitarra acústica, bajo, acordeón, coros.
- Mariano Manza Esain: voz, guitarra, guitarra acústica, armónica, coros.
- Ariel Minimal: voz, guitarra, guitarra acústica, coros.

## Historia
El trío se formó de manera casual. a mediados de 2002 cuando Minimal y Esain, amigos desde que eran compañeros en Martes Menta (y colegas de trabajo desde que este último se encargara de la producción de los discos de Pez, grupo de Minimal) se reúnen con Lestani, para hacer en vivo a tres voces su tema "Sonajeros".
Juntos comienzan a interpretar canciones propias y algunas versiones de grandes grupos y solistas del rock argentino como Almendra y David Lebón, junto a canciones de Pez y Menos Que Cero. En octubre de 2002, durante un show del grupo en Morón, el poeta cordobés Vicente Luy se les acerca y les ofrece financiar el disco del proyecto.
El mismo se registra durante enero de 2003 en los Estudios TNT y contiene doce canciones: cuatro de Flopa, cuatro de Manza y cuatro de Minimal. Algunos de los títulos más recordados son "Sonajeros", "Trampas", "El Almaherida", "Dejadez" y "Debajo del álbum blanco". Durante este año, lo presentan esporádicamente en lugares como el Palais De Glace y el Centro Cultural General San Martín y registran un video de la canción "Sonajeros" (de Lestani). Asimismo, el disco es reconocido como uno de los mejores del año por la revista Rolling Stone.
En 2004, el grupo se separa abruptamente debido a una pelea entre Minimal y Esain. De esta separación quedan rastros en forma de canciones como:
- "Hombre De Mala Sangre", canción de David Lebón que puede encontrarse en el primer disco solista de Ariel Minimal;
- "Vino Bajo El Sol", canción que puede encontrarse en el primer disco solista de Flopa;
- "Dejar De Matar, Dejar De Mentir", canción que se encuentra en el segundo disco solista de Minimal;
- versiones en vivo de canciones como "Dejadez" y "Trampas" que Esain interpreta en los shows en vivo de su grupo Valle De Muñecas;
- versiones en vivo de canciones como "Sonajeros", "Los Días Por Llegar", "Abrazo impacto" y "Debajo Del Álbum Blanco" que Lestani interpreta en sus shows;
- versiones en vivo de canciones como "La Voz Del Viento" y "El Almaherida" que Minimal y su banda Pez interpretan en vivo, en ocasiones con Lestani de invitada.

Recientemente Minimal se refirió a la pelea que sostuvo con Esain: "derivó en dos años de no hablarnos. Recién ahora estamos cruzándonos un par de mails cariñosos". y dijo de Flopa Manza Minimal que "cuando volvamos a juntarnos a comer empanadas y mostrarnos canciones, el segundo disco va a salir solo"
El 10 de abril de 2007, durante un show de Minimal en la tienda Harrod's de Buenos Aires, se produjo una reunión del trío cuando Manza y Flopa subieron a escena para interpretar algunas canciones del único disco de la banda.
Primero interpretaron "La Voz Del Viento" con Minimal, Esain y Lestani en guitarras acústicas y voces; Franco Salvador (Pez) en batería, Gerardo Rotblat (Los Fabulosos Cadillacs) y Juan Ravioli en percusión, Federico Boaglio (La Luz) en bajo y Federico Terranova (Orquesta Típica Fernández Fierro y Fútbol) en violín. Ésta era la banda que acompañaba a Minimal en su show.
Luego tocaron, en formato de tres guitarras acústicas, "Sonajeros", "Dejadez", "Debajo Del Álbum Blanco" y "El Almaherida". Al respecto de una reunión, Minimal aseguró estar intentando convencerlos de grabar un nuevo disco.

## Discografía
| 2003 |  | Flopa Manza Minimal | Azione Artigianale |